# Comisión Permanente contra la Desinformación
La Comisión Permanente contra la Desinformación es un Grupo de Trabajo Interministerial que se establece con objeto de asegurar la coordinación interministerial, a nivel operacional, en el ámbito de la desinformación. Está coordinada por la Secretaría de Estado de Comunicación y dirigida por el Departamento de Seguridad Nacional. Tiene como cometido abordar el problema de la desinformación según el Plan de Acción Contra la Desinformación de 2018 de la Unión Europea. Además de proponer el marco y la composición de un equipo de trabajo ad hoc para la elaboración y revisión de una Estrategia Nacional de Lucha contra la Desinformación.

## Historia
El 15 de marzo de 2019, el Consejo de Ministros acordó la creación de un Grupo de Trabajo Interministerial que afrontaría la amenaza global que supone la desinformación para la libertad y las democracias.
El Consejo de Seguridad Nacional, en su reunión del día 6 de octubre de 2020, aprobó el Procedimiento de actuación contra la desinformación, publicándose en el Boletín Oficial del Estado del 5 de noviembre de 2020.

## Composición 2019
- Secretaría de Estado de Comunicación de Presidencia del Gobierno
- Departamento de Seguridad Nacional de Presidencia del Gobierno
- Dirección de Análisis y Estudios de Presidencia del Gobierno
- Dirección General de Comunicación, Diplomacia Pública y Redes del Ministerio de Asuntos Exteriores, Unión Europea y Cooperación
- Centro Nacional de Inteligencia del Ministerio de Defensa
- Centro Nacional de Protección de Infraestructuras y Ciberseguridad del Ministerio del Interior
- Secretaría de Estado de Digitalización e Inteligencia Artificial del Ministerio de Economía y Empresa

## Composición 2020
- Secretaría de Estado de Comunicación de Presidencia del Gobierno
- Departamento de Seguridad Nacional de Presidencia del Gobierno
- Centro Nacional de Inteligencia del Ministerio de Defensa
- Dirección General de Coordinación y Estudios de la Secretaría de Estado de Seguridad del Ministerio del Interior
- Dirección General de Comunicación, Diplomacia Pública y Redes del Ministerio de Asuntos Exteriores, Unión Europea y Cooperación
- Dirección del Gabinete de la Secretaría de Estado de Digitalización e Inteligencia Artificial (SEDIA)

## Campañas de Desinformación en la Estrategia de Seguridad Nacional 2021
La Estrategia de Seguridad Nacional 2021 reconoce las campañas de desinformación como un riesgo para la estabilidad y la cohesión social de un país. Estas campañas utilizan estrategias coordinadas y multifacéticas para distorsionar la realidad y generar confusión. La estrategia propone medidas como la elaboración de una Estrategia Nacional de Lucha contra las campañas de desinformación, la detección temprana, la colaboración público-privada y la cooperación internacional para hacer frente a este desafío y proteger la seguridad nacional.

## Ponencia sobre desinformación en el Congreso de los Diputados
El 24 de mayo de 2021 el General de Brigada D. Miguel Ángel Ballesteros Martín y Director del Departamento de Seguridad Nacional informó sobre el procedimiento de actuación contra la desinformación en España. Explicó que este procedimiento fue creado en respuesta a los requerimientos de la Unión Europea y tiene como objetivo mejorar la eficacia en la lucha contra la desinformación. El procedimiento establece una orden organizativa de coordinación para trabajar de manera más efectiva, sin asignar nuevas competencias a ningún organismo o ministerio. Su finalidad es identificar y definir los órganos y organismos de la administración que deben actuar de manera coordinada y colaborativa en la prevención, detección, alerta temprana, análisis, respuesta y evaluación de las campañas de desinformación e injerencia. Una de las novedades del procedimiento es la creación de la Comisión Permanente contra la Desinformación, la cual coordina la actuación de todos los componentes en una suma agregada de esfuerzos. El procedimiento también incorpora la colaboración del sector privado y la sociedad civil, reconociendo que su participación es esencial para contrarrestar las campañas de desinformación. Con la creación del Foro contra las campañas de desinformación en el ámbito de la Seguridad Nacional, los expertos de diferentes sectores de la sociedad civil trabajan en diversos grupos de trabajo.